# Dipsadoboa
Dipsadoboa is een geslacht van slangen uit de familie toornslangachtigen (Colubridae) en de onderfamilie Colubrinae.

## Naam en indeling
De wetenschappelijke naam van de groep werd voor het eerst voorgesteld door Wilhelm Peters in 1869.
Er zijn twaalf soorten, inclusief de pas in 2019 beschreven soort Dipsadoboa montisilva. In de Engelse taal worden de soorten wel aangeduid met 'cat-eyed tree snakes', vanwege de verticale pupil en de boombewonende levenswijze.

### Soorten
Het geslacht omvat de volgende soorten, met de auteur en het verspreidingsgebied.
| Naam                    | Auteur                          | Verspreidingsgebied |
| ----------------------- | ------------------------------- | --- |
| Dipsadoboa aulica       | Günther, 1864                   | Mozambique, Zimbabwe, Zuid-Afrika, Swaziland, Malawi, Tanzania, Somalië                                                                                          |
| Dipsadoboa brevirostris | Sternfeld, 1908                 | Guinee, Sierra Leone, Liberia, Ivoorkust, Ghana, Togo, Nigeria, Kameroen, mogelijk in Benin                                                                      |
| Dipsadoboa duchesnii    | Boulenger, 1901                 | Congo-Kinshasa, Congo-Brazzaville, Gabon, Equatoriaal-Guinea, Kameroen, Nigeria, Sierra Leone, Centraal-Afrikaanse Republiek                                     |
| Dipsadoboa flavida      | Broadley & Stevens, 1971        | Malawi, Somalië, Kenia, Tanzania, Mozambique |
| Dipsadoboa kageleri     | Uthmöller, 1939                 | Tanzania |
| Dipsadoboa montisilva   | Branch, Conradie & Tolley, 2019 | Mozambique |
| Dipsadoboa shrevei      | Loveridge, 1932                 | Angola, Congo-Kinshasa, Zambia, Mozambique |
| Dipsadoboa underwoodi   | Rasmussen, 1993                 | Kameroen, Gabon, Togo, Guinee, Sierra Leone, Liberia, Ivoorkust, Ghana                                                                                           |
| Dipsadoboa unicolor     | Günther, 1858                   | Oeganda, Rwanda, Burundi, Congo-Kinshasa, Congo-Brazzaville, Centraal-Afrikaanse Republiek, Kameroen, Nigeria, Togo, Ghana, Ivoorkust, Guinee, Liberia, Tanzania |
| Dipsadoboa viridis      | Peters, 1869                    | Liberia, Kameroen, Congo-Kinshasa, Gabon, Centraal-Afrikaanse Republiek, Togo, Ivoorkust, Ghana, Nigeria, Rwanda                                                 |
| Dipsadoboa weileri      | Lindholm, 1905                  | Togo, Kameroen, Centraal-Afrikaanse Republiek, Soedan, Equatoriaal-Guinea, Gabon, Congo-Kinshasa, Rwanda, Oeganda                                                |
| Dipsadoboa werneri      | Boulenger, 1897                 | Tanzania |

## Uiterlijke kenmerken

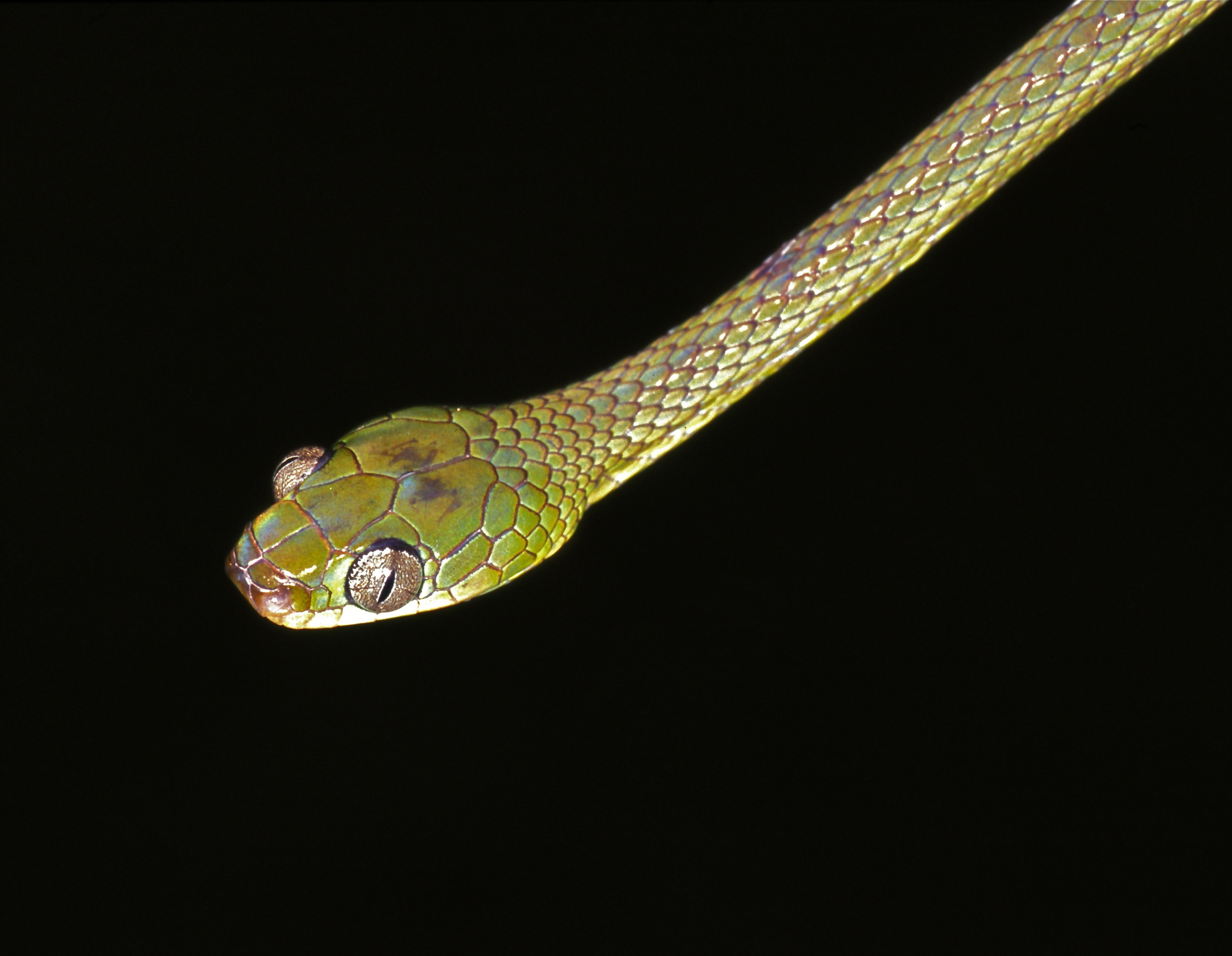
De kop en ogen zijn relatief groot, afgebeeld is een exemplaar van Dipsadoboa viridis uit Kameroen.

De soorten blijven vrij klein en bereiken een totale lichaamslengte van ongeveer vijftig tot negentig centimeter. De lichaamskleur is meestal bruin tot roodbruin met lichtere strepen of vlekken. De kop en de ogen zijn relatief groot, de ogen vallen op door de verticale pupil. De slangen hebben onbeweeglijke giftanden en produceren een mild vergif. De schubben op het midden van het lichaam zijn glad en glanzend.

## Levenswijze
Alle soorten zijn 's nachts actief en schuilen overdag onder boomschors of in holle bomen. Tijdens de schemering jagen ze op amfibieën en hagedissen, ook kleine zoogdieren worden wel buitgemaakt. Met name gekko's en kikkers worden gegeten, de slangen komen vaak voor in de omgeving van menselijke bebouwing om hun prooien te vangen. Bij verstoring wordt de kop afgeplat en worden soms schijnaanvallen uitgevoerd met geopende bek. Het gif is ongevaarlijk voor mensen.
De vrouwtjes zetten hun eieren af op de bodem, bij de soorten Dipsadoboa aulica en Dipsadoboa flavida dit zijn er meestal zeven tot negen per keer. De eieren zijn klein en langwerpig van vorm, ze meten ongeveer 2,5 bij 1,2 centimeter. Als de juvenielen uitsluipen hebben ze een lichaamslengte van ongeveer 18 centimeter.

## Verspreiding en habitat
De verschillende soorten komen voor in grote delen van Afrika en leven in de landen Angola, Benin, Burundi, Centraal-Afrikaanse Republiek, Congo-Brazzaville, Congo-Kinshasa, Equatoriaal-Guinea, Gabon, Ghana, Guinee, Ivoorkust, Kameroen, Liberia, Malawi, Mozambique, Nigeria, Oeganda, Rwanda, Sierra Leone, Soedan, Somalië, Swaziland, Tanzania, Togo, Zimbabwe en Zuid-Afrika.
De habitat bestaat onder andere uit vochtige tropische en subtropische bossen, zowel in laaglanden als in bergstreken.

## Beschermingsstatus
Door de internationale natuurbeschermingsorganisatie IUCN is aan twee soorten een beschermingsstatus toegewezen. Een soort wordt als 'veilig' beschouwd (Least Concern of LC) en een soort als 'gevoelig' (Near Threatened of NT).